# Halma plc
Halma plc er en britisk producent af sikkerhedsudstyr med hovedkvarter i Amersham, England. Udstyret benyttes til detektion af fare og livsbeskyttelse eksempelvis ved brand. It is listed on the London Stock Exchange and is a constituent of the FTSE 100 Index.
Virksomheden blev etableret i 1894 på Sri Lanka som The Nahalma Tea Estate Company Limited.